# Albio Sires
Albio Sires, né le 26 janvier 1951 à Bejucal (Cuba), est un homme politique américain, membre du Parti démocrate. Il est l'actuel maire de West New York depuis 2023.
Il est élu du New Jersey à la Chambre des représentants des États-Unis de 2006 à 2023.

## Biographie
Albio Sires est né à Bejucal à Cuba en 1951. Il fuit l'île avec ses parents en 1962, ils s'installent alors à West New York dans le New Jersey. Après des études à la Saint Peter's University et au Middlebury College, il devient enseignant.
Au début des années 1980, il se présente sans succès à plusieurs élections dans le comté de Hudson, avec l'étiquette républicaine. Il rejoint par la suite le Parti démocrate. Après plusieurs échecs, il entre finalement au conseil municipal de West New York en 1995 et est élu maire de la ville la même année. Il est le premier hispanique élu à ce poste.
En 2000, il est élu à l'Assemblée générale du New Jersey dans le 33e district qui comprend l'essentiel de North Hudson (en). Lorsqu'il devient le speaker de l'Assemblée en 2002, il est également le premier hispanique à présider la chambre.
En 2006, il se présente à la Chambre des représentants des États-Unis pour succéder au démocrate Bob Menendez, nommé au Sénat. Le 13e district représente 60 % du comté de Hudson. En novembre, deux élections ont lieu : l'une pour terminer le mandat de Menendez et l'autre pour le prochain congrès. En juin, il remporte la primaire démocrate pour l'élection générale face au maire de Perth Amboy Joseph Vas (en) ainsi que la primaire pour l'élection partielle à laquelle Vas ne participe pas. Le 7 novembre, Albio Sires est élu représentant en rassemblant 77,5 % des voix devant le républicain John Guarini (19,5 %) et quatre autres candidats. Il est réélu avec 75,4 % des suffrages en 2008 et 74,1 % en 2010.
Après le recensement de 2010, son district est supprimé. Albio Sires se présente alors dans le nouveau 8e district du New Jersey, majoritairement démocrate, qui s'étend en partie sur les comtés de Bergen, Essex, Hudson et Union. Il est reconduit avec 78 % des voix en 2012 et 77,4 % en 2014.
En matière de politique étrangère, il s'oppose à une normalisation des relations avec Cuba.